# 埃波贝聚
埃波贝聚（法語：Épaux-Bézu，法語發音：[epo bezy]）是法国上法蘭西大區埃纳省的一个市镇，属于蒂耶里堡区。

## 地理
埃波贝聚（49°6'31"N, 3°20'51"E）面积19.5 平方千米，位于法国上法蘭西大區埃纳省，该省份为法国北部内陆省份，北起北部省，西接索姆省和瓦兹省，东临阿登省和马恩省，西南至塞纳-马恩省，东北部与比利时接壤。
与埃波贝聚接壤的市镇（或旧市镇、城区）包括：贝洛、贝聚圣日耳曼、博讷瓦兰、蒂耶里堡、埃特雷皮伊、格里索勒、蒙捷。

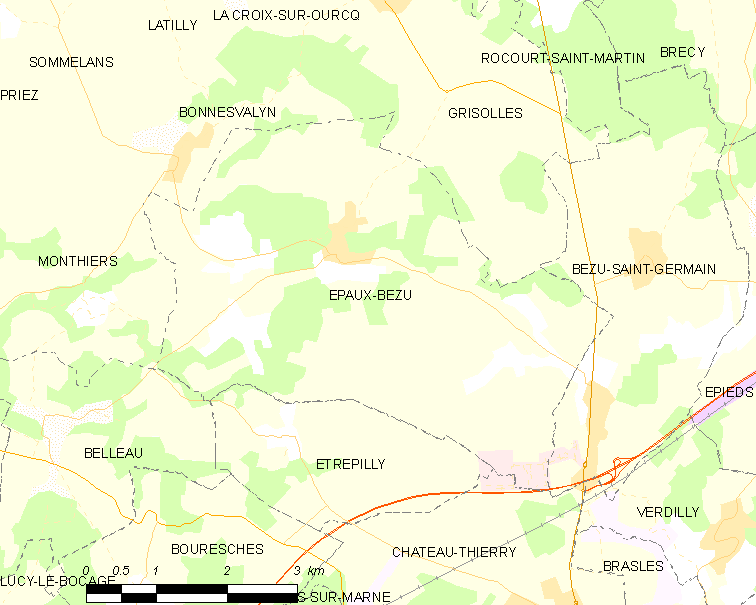
埃波贝聚的OSM定位图

埃波贝聚的时区为UTC+01:00、UTC+02:00（夏令时）。

## 行政
埃波贝聚的邮政编码为02400，INSEE市镇编码为02279。

## 政治
埃波贝聚所属的省级选区为蒂耶里堡县。

## 人口

1962-2008年间埃波贝聚人口变化图示

埃波贝聚于2022年1月1日时的人口数量为540人。